# Lola Dewaere
Pour les articles homonymes, voir Bourdeaux (homonymie) et Dewaere.
Lola Bourdeaux, dite Lola Dewaere, est une actrice de cinéma et de télévision, comédienne de théâtre française, née le 4 décembre 1979 à Boulogne-Billancourt (Hauts-de-Seine). À la télévision française, elle est notamment connue pour incarner les rôles principaux dans plusieurs séries comme Astrid et Raphaëlle, La Dernière Vague et Mademoiselle Holmes.

## Biographie
Lola Céleste Marie Dewaere est la fille de l'acteur Patrick Dewaere et d'Élisabeth Malvina Chalier dite « Elsa ».
Elle est également la demi-sœur d'Angèle Herry-Leclerc (née en 1974), fille de Patrick Dewaere et de l'actrice Miou-Miou.
Après le suicide de son père, survenu le 16 juillet 1982 à Paris, sa mère se trouve confrontée à l'administration fiscale, en raison des dettes laissées par l'acteur. Lola est confiée à ses grands-parents maternels, résidant à Saint-Lambert-du-Lattay (Maine-et-Loire).
Proche ami de Patrick Dewaere, Coluche propose alors à la famille d'être le parrain de baptême de Lola et de subvenir à ses besoins. Mais il se voit opposer un refus catégorique des grands-parents, car ils le jugent en partie responsable de la mort de Patrick Dewaere.
Élève éveillée mais souvent dissipée, Lola connaît une scolarité difficile. Elle développe certains complexes, en raison de sa grande taille, de l'ambition que ses grands-parents ont pour elle et de fréquentes références à son père. Durant sa préadolescence, elle retourne vivre avec sa mère à Paris et poursuit sa scolarité à l'école privée catholique Saint-Michel-de-Picpus, à partir de la 5e. Considérée comme rebelle et refusant de se plier à l'autorité, elle est renvoyée[réf. nécessaire]. À cette période — comme elle le révèle elle-même lors d'interviews — tout sujet relatif à son père est tabou. Toutefois, sa mère évoque parfois le suicide en des termes que Lola qualifie de « très crus », indiquant qu'il s'est tiré une balle dans la bouche.
Vers l'âge de 16 ans, elle découvre plusieurs films de son père, parmi lesquels Coup de tête, La Meilleure Façon de marcher, Adieu poulet et Psy, qu'elle apprécie.
En 1997, à sa majorité, Lola s'inscrit au cours Florent pour y suivre une formation de comédienne. Après un grave accident de voiture survenu en 2001, elle doit subvenir à ses besoins et commence à travailler pour le magazine féminin Jalouse, puis trouve un emploi dans l'immobilier, qu'elle quitte en 2007 pour se lancer dans la carrière de comédienne.
En mars 2010, l'actrice Myriam Boyer « qui a connu son père notamment sur le tournage de Série Noire » l'engage pour La Vie devant soi, une adaptation télévisuelle du roman de Romain Gary.
À l'été 2010, elle accepte le rôle principal de la pièce La Biscotte d'Antoine Beauville et se produit à l'Apollo Théâtre à Paris.
L'année suivante, elle est choisie par Charlotte de Turckheim pour incarner l'un des personnages principaux de la comédie Mince alors !, aux côtés de Victoria Abril. Le film est un succès populaire, totalisant 1 384 236 entrées France.
La même année, elle tourne dans La Croisière, série en six épisodes réalisée par Pascal Lahmani, où elle tient le rôle de Marie-Lou, une directrice de croisière, aux côtés de Christophe Malavoy, Anne-Élisabeth Blateau, Yann Sundberg et Édouard Montoute. Diffusion sur la chaîne suisse romande RTS Un dès le 8 mars 2013 et sur TF1 dès le 11 mars 2013.
À compter du 15 janvier 2013, Lola Dewaere remonte sur les planches pour interpréter le rôle principal de la cantatrice Maria Callas, dans la pièce La Véritable Histoire de Maria Callas, à Paris, au Théâtre Déjazet aux côtés de Pierre Santini et Andréa Ferréol.
En 2019, elle interprète l'enquêtrice Raphaëlle Coste, l'un des rôles principaux de la série Astrid et Raphaëlle, au côté de Sara Mortensen, diffusée sur France 2.
Sur la même chaîne et la même année, elle tient le rôle de « Marianne Lewen » dans la série La Dernière Vague.
En 2020, elle rejoint la distribution de la série Peur sur le lac sur TF1.
Le 13 mars 2022, elle fait part, sur Instagram, de problèmes de santé qu’elle estime être des effets secondaires imputables aux vaccins contre le coronavirus, qui handicapent son travail.
Le 19 mai 2022, le documentaire Patrick Dewaere, mon héros est projeté dans le cadre du 75e Festival de Cannes, sélection « Cannes Classics 2022 », en avant première, à l'occasion du 40e anniversaire de la disparition de l'acteur. Lola Dewaere en assure la narration.
À partir du mois de mars 2024, en complément des rôles qu'elle tient dans plusieurs séries télévisées, Lola Dewaere interprète Mademoiselle Holmes dans la série policière homonyme diffusée par TF1 et RTL TVI,.

### Vie privée
Le 2 août 2023, elle officialise, via un post Instagram, sa relation avec l'acteur français Gianni Giardinelli. Le 23 février 2025, l'actrice annonce leur séparation sur les réseaux sociaux et auprès de plusieurs médias. 
La même année, elle soutient le mouvement contre le projet sur les retraites, participant aux manifestations. Lors du tournage de Mademoiselle Holmes, elle a posté le 6 avril 2023 sur Instagram une photo d'elle avec une pancarte, avec en légende : « débrayage contre la réforme des retraites, nous arrêtons le tournage pendant 1 heure. Cessation collective et concertée des salariés ».

## Filmographie

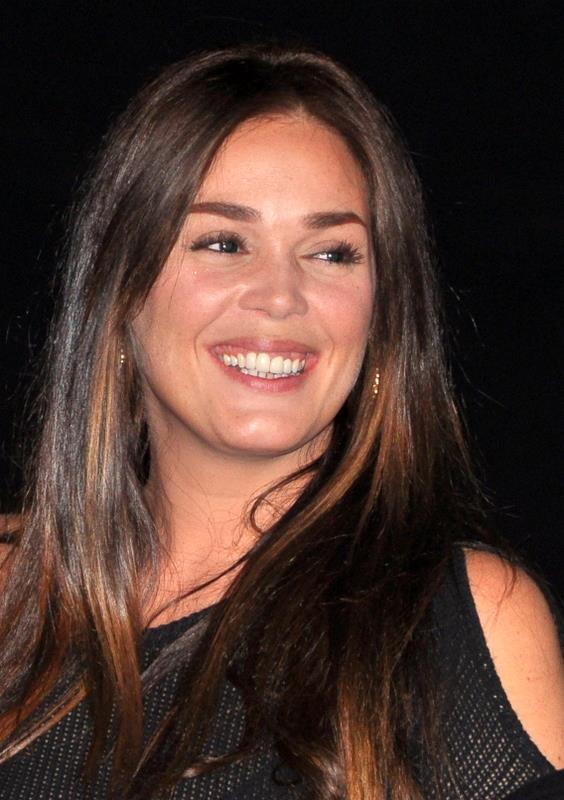
Lola Dewaere en 2012, à l'avant-première du film Mince alors !.

### Cinéma
- 2007 : Curriculum d'Alexandre Moix : la costumière
- 2012 : Mince alors ! de Charlotte de Turckheim : Nina
- 2015 : Tu es si jolie ce soir de Jean-Pierre Mocky : Barbara
- 2016 : Les Derniers Parisiens de Hamé et Ékoué : la serveuse du bar
- 2021 : Mince alors 2 ! de Charlotte de Turckheim : Nina
- 2022 : Patrick Dewaere, mon héros d'Alexandre Moix : narratrice

### Télévision
- 2003 : Patrick Dewaere, l'enfant du siècle de Alexandre Moix (documentaire, France Télévisions)
- 2010 : La Vie devant soi de Myriam Boyer : Nadine
- 2013 : La Croisière, créée par Jeanne Le Guillou et réalisée par Pascal Lahmani : Marie-Lou
- 2014 : Ligne de mire de Nicolas Herdt : Claire
- 2015 : Le Zèbre de Frédéric Berthe : Betty
- 2016-2017 : La Vengeance aux yeux clairs de David Morley : Pauline Jordan
- 2017: Le Tueur du lac, série de Jérôme Cornuau : Mathilde
- 2018 : Crimes parfaits de Philippe Bérenger : Lucie Perrin
- 2018 : Crime dans le Luberon d'Éric Duret : Caroline Martinez
- Depuis 2019 : Astrid et Raphaëlle d’Hippolyte Dard et Elsa Bennet : Raphaëlle Coste
- 2019 : La dernière vague de Rodolphe Tissot : Marianne Lewen
- 2019 : Crime dans l'Hérault d'Éric Duret : Caroline Martinez
- 2020 : Peur sur le lac de Jérôme Cornuau : Mathilde[22]
- 2020 : Crime à Saint-Affrique : Caroline Martinez
- 2021 : Crime à Biot de Christophe Douchand : Caroline Martinez
- 2022 : Crime à Ramatuelle de Nicolas Picard-Dreyfuss : Caroline Martinez
- 2022 : O.P.J. : Sarah Clain (saison 3))
- 2022 : Le Souffle du dragon de Stéphanie Pillonca : Marion
- 2022 : Le Village des endormis de Philippe Dajoux : Élise
- 2023 : Une confession d'Hélène Fillières : Marjane
- 2023 : Mademoiselle Holmes de Frédéric Berthe : Charlie Holmes
- 2025 : Je sais pas de Fred Grivois

### Web-série
- 2014 : Mortus Corporatus, saison 1, de Fabien Camaly : Miss Poitou
- 2016 : Mortus Corporatus, saison 2, de Fabien Camaly : Miss Poitou

## Théâtre
- 2010 : La Biscotte d'Antoine Beauville, Apollo Théâtre, Paris.
- 2013 : La véritable histoire de Maria Callas, de Jean-Yves Rogale, mise en scène Françoise Petit-Balmer, Théâtre Déjazet
- 2015 : Une folie de Sacha Guitry, mise en scène Francis Huster, tournée
- 2016 : Une folie de Sacha Guitry, mise en scène Francis Huster, théâtre Rive gauche

## Distinctions

### Récompense
- Festival TV de Luchon 2014 : Prix d'interprétation pour Ligne de mire

### Nomination
- César 2013 : César de la meilleure révélation féminine pour Mince alors !